# Distretto di Aralık
Il distretto di Aralık (in turco Aralık ilçesi) è uno dei distretti della provincia di Iğdır, in Turchia.